# Teatro alla Scala

Teaterns interiör.

Teatro alla Scala eller bara La Scala, är ett världsberömt operahus i Milano i Italien. La Scala byggdes som ersättning för Teatro Regio Ducale som brann ned den 25 februari 1776. Det nya operahuset, som ursprungligen kallades Nuovo Regio Ducal Teatro alla Scala, invigdes 3 augusti 1778 med Antonio Salieris opera L'Europa riconosciuta. La Scala har under många år varit huvudscen för världsartister som Maria Callas och Renata Tebaldi.
Säsongen startar traditionellt varje år den 7 december, på Ambrosius av Milano-dagen (Milanos skyddshelgon). Alla föreställningar måste vara avslutade före midnatt, därför startar långa operor tidigare på kvällen när det behövs.
I teatern finns även ett museum med en samling av målningar, skisser, statyer, kostymer och andra handlingar från La Scalas och operahistoria i allmänhet. La Scala är också värd för Akademin för scenkonst som utbildar musiker, teknisk personal och dansare.

## Operor som haft världspremiär på La Scala
Några av de operor som har haft världspremiär på La Scala:
- Andrea Chénier
- Den tjuvaktiga skatan
- Edgar
- Falstaff
- Giovanna d'Arco
- I Lombardi alla prima crociata
- Il turco in Italia
- Karmelitsystrarna
- La Gioconda
- La Wally
- Lucrezia Borgia
- Madama Butterfly
- Maria Stuarda
- Mefistofeles
- Nebukadnessar
- Norma
- Oberto
- Otello
- Turandot
- Un giorno di regno

## Några viktiga chefdirigenter
- Franco Faccio, (1871–1889
- Arturo Toscanini, (1898–1908)
- Tullio Serafin, (1909–1914, 1917–1918)
- stängt 1918–1920
- Arturo Toscanini, (1921–1929)
- Victor de Sabata, (1930–1953)
- Carlo Maria Giulini, (1953–1956)
- Guido Cantelli, (1956)[1]
- Gianandrea Gavazzeni, (1966–1968)
- Claudio Abbado, (1968–1986)
- Riccardo Muti, (1986–2005)
- Daniel Barenboim, (2006–2017)
- Riccardo Chailly, (2017-)